# Neotessellaceae
Famille
Les Neotessellaceae sont une famille d'algues de l'embranchement des Ochrophyta  de la classe des Chrysophyceae et de l'ordre des Synurales.

## Étymologie
Le nom vient du genre type Neotessella, dérivé du grec ancien νέος / néos, « nouveau », et du suffixe -tessella, en référence au genre Tessella invalide, pour proposer un nouveau nom rappelant le nom originel ; ce dernier est dérivé du latin tessella, « carreau ; petite pièce carrée », en référence à l'aspect des colonies que forment les cellules de cette micro-algue.

## Description
Le Neotessella est un genre colonial, dont les cellules se disposent à la périphérie de colonies sphériques. La colonie est entourée d'une enveloppe mucilagineuse, constituée d'une couche d'écailles elliptiques imbriquées. Les cellules possèdent deux flagelles et deux chloroplastes brunâtres. Les cellules n'ont pas de stigmate.

## Liste des genres
Selon AlgaeBase (2 février 2022) :
- Neotessella B.Y.Jo, J.I.Kim, W.Shin, P.Škaloud & P.Siver, 2016
- Tessella G.Playfair, 1915, nom. illeg.

## Systématique
En 1915 George Playfair (d) crée le genre Tessella, avec pour espèce Tessella volvocina. Le nom du genre s'avère illégitime en raison de son homonymie avec le genre de diatomées Tessella Ehrenberg, 1838. 
En 1918 Playfair renomme ce genre en Tessellaria, qui se trouve à son tour illégitime en raison de son homonymie avec le genre de cycadophytes fossiles Tessellaria (Schimper & Mougeot) von Eichwald 1860. 
Le genre original Tessella ayant été validement publié, mais avec un nom illégitime, Jo et al. proposent en 2016 de le renommer en Neotessella.
Les Neotessellaceae sont actuellement (2022) inclus dans les Mallomonadaceae. Cette famille a été créée en 2016 par Bok Yeon Jo (d), Han Soon Kim (d), Pavel Škaloud (d), Peter A. Siver (d) et Woongghi Shin (d).

## Publication originale
- (en) Bok Yeon Jo, Jong Im Kim, Pavel Škaloud, Peter A. Siver et Woongghi Shin, « Multigene phylogeny of Synura (Synurophyceae) and descriptions of four new species based on morphological and DNA evidence », European Journal of Phycology, Taylor & Francis, vol. 51, no 4,‎ 1er septembre 2016, p. 413-430 (ISSN 0967-0262 et 1469-4433, DOI 10.1080/09670262.2016.1201700, lire en ligne).

### Image et vidéo
- Silica-scaled chrysophytes of Europe - Neotessella lapponica (voir en ligne)
- Neotessella (Playfair) B.Y.Jo et al. - Vidéo youtube, 2016 (voir en ligne)

### Sites
- (fr + en) GBIF : Neotessellaceae (consulté le 2 février 2022)
- (en) NCBI : Neotessellaceae (taxons inclus) (consulté le 2 février 2022)
- (en) WoRMS : Neotessellaceae (+ liste genres + liste espèces) (consulté le 2 février 2022)